# 青月まどか
青月 まどか（せいづき まどか、5月5日 - ）は、日本の漫画家。兵庫県出身。血液型はAB型。

## 人物
2006年に「ハニー･ブラッド」で第42回なかよし新人まんが賞佳作を受賞し、『なかよしラブリー』（講談社）秋の号でデビューした。影響を受けた漫画として『封神演義』（藤崎竜）を挙げている。同期はあおいみつ。

## 作品リスト

### 連載
- セレブな奴隷（2008年 - 2009年）
- ミスプリ! Miss Princess（原作：Ruby Party、ゲームノベライズ、2010年 - 2012年、第一部完連載休止）
- 熱愛プリンス お兄ちゃんはキミが好き（2014年 - ）
- 東京ミュウミュウ オーレ!（2019年[1] - 2022年[2]）

### 読み切り
- ハニー･ブラッド（デビュー作、2006年）
- ミラクル◆メーカー（2006年）
- プラチナ＊キス（2007年）
- ダーリン オンリー ユー!（2008年）
- 薔薇王子と踊り子（2014年）
- 白球に込めたプロポーズ（2015年、電子書籍）
- 新米パパの約束（2016年、電子書籍）

### イラスト
- 竜宮輝夜記シリーズ（著・糸森環、ビーンズ文庫刊、2017年 - 2019年、全3巻）

### 書籍
なかよしコミックス
- セレブな奴隷（全2巻）
- ミスプリ! Miss Princess（原作：Ruby Party、ゲームノベライズ、全4巻）
- 東京ミュウミュウ オーレ!（全8巻）

ミッシイコミックス Next comics F
- 熱愛プリンス お兄ちゃんはキミが好き（既刊23巻）

## オムニバスコミック
- 恋は、けだもの。（オムニバスKC、2009年刊） - 『ダーリン オンリー ユー!』収録
- 地獄少女 閻魔あいセレクション 激こわストーリー（2007年刊） - 『おかあさんの知らせ』収録
- 地獄少女 閻魔あいセレクション 激こわストーリー 闇（2012年刊） - 『寿命のろうそく』収録
- コミック版 新婚さんいらっしゃい!（2015年刊） - 『白球に込めたプロポーズ』収録
- コミック版 新婚さんいらっしゃい!2（2016年刊） - 『新米パパの約束』収録